# Galeton
Galeton és una població dels Estats Units a l'estat de Pennsilvània. Segons el cens del 2000 tenia 1.325 habitants.

## Demografia
Segons el cens del 2000, Galeton tenia 1.325 habitants, 513 habitatges, i 347 famílies. La densitat de població era de 730,8 habitants per quilòmetre quadrat.
Dels 513 habitatges en un 31% hi vivien nens de menys de 18 anys, en un 49,9% hi vivien parelles casades, en un 11,9% dones solteres, i en un 32,2% no eren unitats familiars. En el 27,5% dels habitatges hi vivien persones soles el 15,6% de les quals corresponia a persones de 65 anys o més que vivien soles. El nombre mitjà de persones vivint en cada habitatge era de 2,48 i el nombre mitjà de persones que vivien en cada família era de 2,97.
Per edats la població es repartia de la següent manera: un 25,3% tenia menys de 18 anys, un 6,6% entre 18 i 24, un 27,4% entre 25 i 44, un 18,7% de 45 a 60 i un 22% 65 anys o més.
L'edat mediana era de 40 anys. Per cada 100 dones de 18 o més anys hi havia 83,7 homes.
La renda mediana per habitatge era de 27.727 $ i la renda mediana per família de 30.463 $. Els homes tenien una renda mediana de 26.797 $ mentre que les dones 18.487 $. La renda per capita de la població era de 13.095 $. Entorn del 9,7% de les famílies i el 13,6% de la població estaven per davall del llindar de pobresa.

## Poblacions més properes
El següent diagrama mostra les poblacions més properes.